# Решоты
Решо́ты — узловая железнодорожная станция на Транссибирской магистрали. Находится в посёлке городского типа Нижняя Пойма Нижнеингашского района Красноярского края России.

## Описание
Станция была открыта вместе с Транссибом в 1899 году. В 1970-х годах начато строительство новой железнодорожной ветки в Приангарье, до станции Карабула. При станции было построено тепловозное депо для обслуживания новой ветки. В 1975 году открылась ветка до станции Чунояр, в 1977 году была продлена до станции Карабула.
Станция состоит из двух частей (парков): один на главном ходу Транссиба, второй на ветке Решоты — Карабула. Съезд с Транссиба на ветку до Карабулы находится в двух километрах западнее станции и представляет собой третий путь, ответвляющийся от чётного пути Транссиба, затем переходящий по путепроводу на северную сторону путей, после чего поворачивающий на север, к северному парку станции, также называемому Решоты-Северные. В официальных документах это лишь часть станции Решоты. Здесь  находится нулевой километр ветки на Карабулу. Оба парка станции электрифицированы; в северном парке производится смена электровозов на тепловозы, поскольку ветка на Карабулу не электрифицирована.

## Пассажирское сообщение
На основном вокзале станции Решоты останавливаются практически все пассажироские поезда дальнего следования, идущие по Транссибу. На северном вокзале останавливается поезд Красноярск — Карабула, в ходу ежедневно, а также пригородный поезд на тепловозной тяге Решоты — Чунояр.
На обоих вокзалах имеется по залу ожидания и билетной кассе. По графику 2020 года через станцию проходят следующие поезда дальнего следования:

### Круглогодичное движение поездов
| № поезда   | Маршрут движения          | № поезда   | Маршрут движения          |
| ---------- | ------------------------- | ---------- | ------------------------- |
| 1 "Россия" | Владивосток — Москва      | 2 "Россия" |                           |
| 7          | Владивосток — Новосибирск | 8          |                           |
| 11         | Владивосток — Самара      | 12         | Самара — Владивосток      |
| 69         | Чита — Москва             | 70         | Москва — Чита             |
| 75         | Нерюнгри — Москва         | 76         | Москва — Нерюнгри         |
| 77         | Нерюнгри — Новосибирск    | 78         | Новосибирск — Нерюнгри    |
| 81         | Улан-Удэ — Москва         | 82         | Москва — Улан-Удэ         |
| 91         | Северобайкальск — Москва  | 92         | Москва — Северобайкальск  |
| 97         | Тында — Кисловодск        | 98         | Кисловодск — Тында        |
| 99         | Владивосток — Москва      | 100        | Москва — Владивосток      |
| 107        | Владивосток — Новокузнецк | 108        | Новокузнецк — Владивосток |
| 133        | Владивосток — Пенза       | 134        | Пенза — Владивосток       |
| 605        | Карабула — Красноярск     | 606        | Красноярск — Карабула     |
| 615        | Карабула — Красноярск     | 616        | Красноярск — Карабула     |

### Сезонное движение поездов
| № поезда | Маршрут движения        | № поезда | Маршрут движения        |
| -------- | ----------------------- | -------- | ----------------------- |
| 205      | Иркутск — Анапа         | 206      | Анапа — Иркутск         |
| 229      | Северобайкальск — Анапа | 230      | Анапа — Северобайкальск |
| 235      | Тында — Анапа           | 236      | Анапа — Тында           |
| 241      | Иркутск — Адлер         | 242      | Адлер — Иркутск         |
| 269      | Чита — Адлер            | 270      | Адлер — Чита            |
| 273      | Северобайкальск — Адлер | 274      | Адлер — Северобайкальск |